# Església de la Sagrada Família a la Colònia Vila-seca
L'Església de la Sagrada Família és un temple de la Colònia Vila-seca inclòs a l'Inventari del Patrimoni Arquitectònic de Catalunya.

## Descripció
Es de nau única amb la façana orientada a ponent i l'absis a llevant. És construït amb totxo i arrebossada i pintada al damunt.
El sostre és pla, el presbiteri està marcat i els murs estan decorats amb pilastres estriades i decoracions d'estuc i policromats. Al fons hi ha una fornícula que ubica la Sagrada Família, un cambril i la sagristia. S'il·lumina amb finestres que s'obren a la part de la façana, que té el capcer triangular amb un frontó amb els signes de l'alfa i l'omega. És coronada per un campanaret d'espadanya.
L'interior conserva pintures de Ramon Torrents de l'any 1940.